# Forever My Girl
Forever My Girl (bra: A Minha Garota para Sempre) é um filme de drama romântico estadunidense de 2018 escrito e dirigido por Bethany Ashton Wolf, baseado no romance de mesmo nome de Heidi McLaughlin.
O filme foi lançado nos cinemas estadunidenses em 19 de janeiro de 2018 e é estrelado por Alex Roe e Jessica Rothe.
Recebeu críticas negativas dos críticos, que o compararam negativamente com filmes baseados nos romances de Nicholas Sparks. No entanto, a recepção do público foi mais positiva e o filme foi um sucesso de bilheteria modesto, arrecadando US$ 16 milhões com um orçamento de US$ 3,5 milhões.

## Sinopse
Liam é um astro de futebol americano que estava pronto para casar-se com sua namorada da escola, chamada Josie, mas deixou-a no altar para seguir a carreira de cantor de música country. Retorna à cidade como cantor famoso depois de muitos anos.

## Elenco
- Alex Roe como Liam Lincoln Page
- Jessica Rothe como Josie Mollee Swan
- Abby Ryder Fortson como Billy Anne Swan
- Travis Tritt como Walt
- Peter Cambor como Sam, gerente de Liam
- Gillian Vigman como Doris, um publicitário
- Judith Hoag como Dr. Whitman
- Tyler Riggs como Jake Swan
- John Benjamin Hickey como Pastor Brian Page

## Recepção

### Bilheteria
Forever My Girl foi lançado em 19 de janeiro de 2018 em 1.115 cinemas estadunidenses e arrecadou US$ 4,7 milhões apenas no fim de semana de estreia. No geral, o filme arrecadou US$ 16,4 milhões com um orçamento de produção de US$ 3,5 milhões.

### Crítica
No agregador Rotten Tomatoes, o filme recebeu 24% de críticas positivas, com uma classificação média de 4,37/10, baseada em 49 críticas.